# Army Men: Sarge's Heroes
Army Men: Sarge's Heroes est un jeu vidéo d'action développé et édité par The 3DO Company en 2000 sur Dreamcast, Nintendo 64, PlayStation et Windows.

## Accueil
- X64 Magazine : 84 % (N64)[1]
- GameSpot : 3,9/10 (PS)[2] - 4,2/10 (N64)[3] - 6,5/10 (DC)[4]